# Angelo Valvassori
Angelo Valvassori (Carpiano, 10 febbraio 1811 – Torino, 21 giugno 1892) è stato un politico italiano.

## Biografia
Fu deputato del Regno di Sardegna per sette legislature. Nelle prime sei legislatura fu eletto nel collegio di San Martino Siccomario e nella settima in quello di Sannazzaro.
Successivamente fu eletto deputato del Regno d'Italia per l'VIII legislatura del Regno d'Italia nel collegio di Mortara, ma la sua elezione venne annullata.